# Bhaga
En el marco del hinduismo, Bhaga es uno de los dioses Adityas, un dios de la riqueza y el matrimonio.
En una ocasión, el poderoso Virabhadra (gran héroe gigante creado por el dios Shivá) cegó la vista de Bhaga.
En el Rig vedá, Bhaga es el dios que supervisa la distribución de bienes y destino que le corresponde a cada persona por sus méritos.
El término bhagavān, que se refiere a dios, significa ‘que posee riqueza’ (bhaga-vat).
Bhagya significa ‘destino’.
En eslavo su cognado es bog: ‘dios’.
La semántica es similar al inglés lord, que proviene de hlaford: ‘otorgador de pan’.
La idea es que parte de la función de un jefe es distribuir la riqueza o los botines entre sus seguidores.
El nombre Bagdad comparte su origen con el persa medio baga (baga-data: ‘dios dado’, en persa moderno: Baghdad).

## Según Monier Williams
- bhaga: dispensador, dador, señor misericordioso, patrón; se aplica a los dioses, especialmente a savitṛi.[1]
- Bhaga: nombre de un Āditya (que otorga riqueza y preside sobre el amor y el matrimonio). Es hermano del amanecer, regente del nakṣatra uttaraphalgunī; Iāska lo enumera entre las divinidades de las esferas más altas; de acuerdo con una leyenda posterior, sus ojos fueron destruidos por Rudra).[2]
- Bhaga: el Sol.[3]
- Bhaga: la Luna.[4]
- Bhaga: nombre de un Rudra.[3]
- bhaga: el nakṣatra uttara-phalgunī.[5]
- bhaga: buena fortuna, felicidad, bienestar, prosperidad. RV. AV. Br. ?? Ya1jn5. ?? BhP.
- bhaga: dignidad, majestad, distinción, excelencia, belleza, amabilidad. RV. AV. Br. ?? Gr2S. BhP.
- bhaga: amor, afecto, pasión sexual, placer sexual, flirteo. RV. AV. Br. ?? Ka1tyS3r. BhP.
- bhaga: órganos sexuales femeninos, pudendum muliebre, vulva.[6]
- bhaga: el perineo de los machos.[4]
- bhaga: un muhūrta (hora védica, de 48 minutos) en particular. Cat.